# قناة البغدادية
البغدادية قناة تلفزيونية فضائية عراقية تبث برامجها باللغة العربية مقرها في القاهرة، مصر تعد البغدادية قناة ذات تمويل مالي يأتي من مؤسسها ومالكها عون الخشلوك. قتل عدد من مراسليها أثناء أعمال العنف في العراق.

## تأسيسها
تأسست قناة البغدادية الفضائية على قاعدة
حرية التعبير والدفاع عن حقوق الوطن والمواطن، وابتدأ البث يوم 12 أيلول
(سبتمبر) عام 2005 بعد أن قرر رجل الأعمال العراقي عون حسين الخشلوك تأسيسها. وهي تبث برامجها من القاهرة

## الاستديوهات
أنجزت البغدادية وأنشأت 6 استديوهات فخمة داخل العراق أربعة للبرامج المنوعة والدراما واثنان للبرامج الإخبارية وقد أُُطلقت عليها أسماء من شهداء الصحافة ورموز الفن والإبداع في العراق كما أنشأت استيديوهات جديدة في القاهرة مزوّدة بأحدث تقنيات البث التلفزيوني، ولها مكاتب في عمان ودمشق، وتفويض في بيروت والسويد والنرويج وهولندا وإستراليا وتسعى لافتتاح مكتبين في أربيل
والسليمانية ولندن.

### الإدارة والبرامج
البغدادية قناة ترفيهية عامة تبث برامجها بالعربية على قمر هوت بيرد وقمر النايلسات وسابقاً على قمر العرب سات. مدير القناة هو عون حسين الخشلوك. نيوزيم قالت إن «القناة غالباً ما تكون منتقدة للحكومة العراقية الجديدة والوجود الأمريكي في العراق.» المدير العام السابق للقناة عبد الحسين شعبان وصف الاحتلال الأمريكي للعراق بأنه «مهين للعراق».

### استهداف الصحفيين
قناة البغدادية عانت العديد من الخسائر في صحفييها في موجة من القتل استهدفت الصحفيين أثناء الفوضى الأمنية التي عصفت بالعراق. قُتل مصوّر القناة لؤي سلام رديف في 16 كانون الثاني 2006، وفي نيسان 2006 عُثر على مراسل البغدادية سعود مزاحم الشمري ميتاً في منطقة الدورة جنوبي بغداد نقلاً عن لجنة حماية الصحفيين.
واُغتيل المنتج جواد الدعمي في بغداد بتاريخ 24 أيلول 2007 . وكان الدعمي شاعراً مشهوراً جداً وأنتج العديد من البرامج الثقافية والاجتماعية لقناة البغدادية إلى أن عُثر عليه مرميّاً بالرصاص في رأسه في منطقة القادسية جنوب غربي بغداد.
في الرابع من مايو 2016، نجا الإعلامي مصطفى الربيعي من حادثة اغتيال، بعبوّة لاصقة وضعت أسفل سيارته في منطقة أبو دشير جنوبي العاصمة العراقية بغداد.

## إغلاق قناة البغدادية
قدمت وزارة الخارجية طلبا رسميا إلى الحكومة المصرية ضمن التعاون المشترك بين البلدين بإغلاق مكتب قناة البغدادية في القاهرة.
واستجابت الحكومة المصرية بطلب وزارة الخارجية بإغلاق مكتب قناة البغدادية في القاهرة، بسبب أن القناة تُدار من قبل "أجندات خارجية" لتسقيط الحكومة العراقية والعملية السياسية وتشويه سمعة نوري المالكي عبر برامجها التي تم كشفها من قبل الشارع العراقي". وفي 13 أيلول 2013، قامت الأجهزة الأمنية بإغلاق جميع مكاتب قناة البغدادية الفضائية في العراق، بحسب ما أكّده مصدر من داخل القناة.
بينما نفت هيئة الإعلام والاتصالات، علمها بإجراءات وزارة الداخلية التي أدّت إلى غلق قناة البغدادية.
في يوم 14 مارس عام 2016 أصدرت الهيئة العامة للاستثمار (مصر) قراراً نهائياً بإغلاق ستوديو قناة البغدادية في مدينة الإنتاج الاعلامي في العاصمة المصرية القاهرة ومنعها من مزاولة نشاطها الاعلامي وإيقاف بثها الفضائي من الأراضي المصرية، وذلك بسبب خرق المحتوى الإعلامي المعتدل وتهديد الأمن القومي لبلد عربي العراق إغلاق قناة البغدادية في القاهرة
وبتاريخ 15 أبريل عام 2016 أصدرت السلطات المصرية قرارا بإغلاق مقر القناة في مدينة الإنتاج الاعلامي مما جعل إدارة قناة البغدادية تبث من ترددات بديلة على مدار النايل سات حتى أغلقت السلطات المصرية قناة البغدادية.

## أنظر أيضًا
- استوديو التاسعة
- قناة السومرية الفضائية

## وصلات خارجية
- موقع البغدادية